# Brickellia grandiflora
Brickellia grandiflora là một loài thực vật có hoa trong họ Cúc. Loài này được (Hook.) Nutt. mô tả khoa học đầu tiên năm 1840.